# 巴德 (伊利諾伊州)
巴德（英語：Budd）是位於美國伊利諾伊州利文斯頓縣的一個非建制地區。該地的面積和人口皆未知。

## 地理
巴德的座標為41°05′56″N 88°37′23″W / 41.09889°N 88.62306°W，而該地的平均海拔高度為215米（即705英尺）。